# Sarah Pisek
Sarah Pisek (* März 1992 in Eppelborn) ist eine deutsche Singer-Songwriterin. 2011 gewann sie mit dem Lied Endlich frei den Songwriter-Wettbewerb Dein Song und damit den Titel Songwriter des Jahres 2011. Am 10. November 2011 erhielt sie einen Bambi.

## Leben
Bereits in der Schule, der deutschen Blindenstudienanstalt, beteiligte sich Sarah Pisek an der Schulband und sang seit 2002 in verschiedenen Chören, zur Zeit ihres Erfolges im Landesjugendchor Saar. Die blinde Sarah notiert ihre Kompositionen nicht, sondern merkt sie sich. Bereits 2009 trat sie bei Dein Song an und erreichte eine Platzierung unter den besten 16. Im Jahr 2011 stand ihr Der Graf der Band Unheilig bei der Aufnahme ihres Songs zur Seite. Am 7. Dezember 2012 veröffentlichte sie gemeinsam u. a. mit Daniel Schuhmacher und Lisa Bund den Charity-Song A New Day.